# Joel Matthias Konzen
Joel Matthias Konzen (nacido el 6 de noviembre de 1950) es un prelado estadounidense de la Iglesia católica que se ha desempeñado como obispo auxiliar de la Arquidiócesis de Atlanta desde 2018.

## Biografía

### Primeros años
Joel Konzen nació el 6 de noviembre de 1950 en Toledo, Ohio, y creció en Oak Harbor, Ohio . Tomó sus primeros votos como marista en 1975 y sus votos perpetuos en la Sociedad de María y fue ordenado diácono en 1978.
Konzen tiene un Bachillerato en Artes con concentración en inglés del Seminario St. Meinrad en St. Meinrad, Indiana, y una Maestría en Divinidad del Seminario Notre Dame en Nueva Orleans. También tiene una Maestría en Teología sistemática y una Maestría en administración educativa de la Universidad Católica de América en Washington D. C.

### Sacerdocio
El 19 de mayo de 1979, Konzen fue ordenado sacerdote.
Konzen ocupó su primer cargo en la Escuela Marista de Atlanta en 1980, donde permaneció durante nueve años como maestro, director de admisiones, director y presidente. Mientras era estudiante de posgrado en la Universidad Católica de América, se desempeñó como vicario provincial de la antigua Provincia de Washington de la Sociedad de María. De 1992 a 1997, Konzen fue director y presidente de la Academia Católica St. Michael en Austin, Texas. En 1997, regresó a Washington D. C., donde fue nuevamente vicario provincial durante dos años.
Konzen regresó a Marist School en Atlanta en 1999, donde se desempeñó como director y recientemente fue nombrado presidente.  Ayudó en la fundación de dos nuevas escuelas católicas en Atlanta: Notre Dame Academy y Cristo Rey Atlanta Jesuit High School . Konzen actualmente es miembro de las juntas directivas de la Escuela Preparatoria Notre Dame y la Academia Marista en Pontiac, Míchigan ; Academia de Notre Dame en Duluth. Minnesota ; Escuela Secundaria Jesuita Cristo Rey Atlanta; y la Asociación de Escuelas Independientes de Georgia. En 2015, recibió el Premio a la Excelencia Educativa de la Asociación Nacional de Educación Católica (NCEA).
Además de su tiempo en Marist School en Atlanta, Konzen enseñó en St. Peter Chanel High School en Bedford, Ohio (1976–1977), sirvió como diácono en St. Andrew the Apostle Parish en Nueva Orleans (1978–1979) y como sacerdote en la Parroquia de St. Edmond en Lafayette, Luisiana . (1979-1980). Se desempeñó como director/presidente de St. Michael's Academy en Austin, Texas, de 1992 a 1997.

## Obispo auxiliar de Atlanta
El Papa Francisco nombró obispo auxiliar a Konzen para la Arquidiócesis de Atlanta el 5 de febrero de 2018. El 3 de abril de 2018, Konzen fue consagrado en la Catedral de Cristo Rey en Atlanta.
El 24 de mayo de 2019, después de la instalación del Arzobispo Wilton Gregory como Arzobispo de Washington, el colegio de consultores eligió a Konzen como administrador de la Arquidiócesis de Atlanta. Las responsabilidades de administrador de Konzen finalizaron el 6 de mayo de 2020 con la instalación del entonces obispo Gregory Hartmayer como nuevo arzobispo de Atlanta.

## Escudo de armas
Para Konzen, el escudo es plateado (blanco) con una pila azul (un dispositivo en forma de "A") sobre el que se muestra la "A" y la "M" unidas, conocidas como "el monograma de María", en plata (blanco) que es el emblema de la Sociedad de María. La pila se asemeja a una entrada de agua, como una bahía o un puerto, y esta pila está cargada con una hoja de roble dorada (amarilla) para representar Oak Harbor, Ohio, la ciudad natal de Konzen. Sobre la pila hay un libro abierto (dorado [amarillo] con bordes rojos) y una cruz roja que significan que Konzen ha pasado la mayor parte de su vida en educación, en un ambiente católico, incluido su último cargo, antes de convertirse en obispo, como presidente. del Colegio Marista.
Como lema episcopal, Konzen adoptó la frase latina " Miserere gaudens ", tomada de Romanos:12 . Este pasaje se puede parafrasear como "Sé misericordioso y con un corazón alegre".